# العيلات (الشرية)

تعديل مصدري - تعديل

العيلات هي إحدى قرى عزلة آل غنيم بمديرية الشرية التابعة لمحافظة البيضاء، بلغ تعداد سكانها 173 نسمة حسب تعداد اليمن لعام 2004.